# LET·ME·DO!!
「LET・ME・DO!!」是sphere的第8張單曲。2011年7月27日由GloryHeaven發售。

## 概要
與前作「Hazy」相隔約2個月發售，是2011年的第2張單曲。
初回限定盤和通常盤2種發售。
標題曲「LET・ME・DO!!」是日本電視台『スフィアクラブ』的主題曲。而且，是組合初次被綜藝節目的主題曲起用。

### 主要記錄
2011年8月8日的Oircon週間單曲排行榜獲得第8位。
2011年8月8日的Billboard JAPAN HOT 100獲得第51位，Billboard JAPAN Hot Singles Sales獲得第8位，Billboard Hot Animation獲得第5位。
2011年8月6日播放的COUNT DOWN TV内的This Week's TOP 100獲得第15位。

## 收錄曲
1. LET・ME・DO!! [3:36]
作詞：こだまさおり、作曲：オオヤギヒロオ、編曲：渡辺和紀
  - 日本電視台『スフィアクラブ』主題曲
2. Feathering me, Y/N? [5:24]
作詞：畑亞貴、作曲・編曲：平田祥一郎
3. LET・ME・DO!!（Off Vocal）
4. Feathering me, Y/N? （Off Vocal）

DVD(只限初回限定盤)
1. LET・ME・DO!!（Music Clip）

## 外部連結
- GloryHeaven介紹網頁
  - 初回限定盤 （页面存档备份，存于）
  - 通常盤 （页面存档备份，存于）